# Franciszek Florian Zebrzydowski
Franciszek Florian Zebrzydowski herbu Radwan (ur. w 1615, zm. w 1650 roku) – kasztelan lubelski w latach 1647–1650, starosta nowokorczyński.
Poseł na sejm 1638 roku.
Jako senator był obecny na sejmie koronacyjnym 1649 roku.